# Ernst Reuter (esesman)
Ernst Reuter (ur. 1890, zm. ?) – zbrodniarz nazistowski, członek załogi niemieckiego obozu koncentracyjnego Dachau i SS-Scharführer.
Członek Waffen-SS. Od 2 sierpnia 1944 do 26 lutego 1945 był strażnikiem w podobozie KL Dachau – Kaufering III. Następnie od 1 marca 1945 do 27 kwietnia 1945 pełnił służbę w podobozie Allach. W procesie załogi Dachau (US vs. Edgar Stiller i inni), który miał miejsce w dniach 18–24 marca 1947 przed amerykańskim Trybunałem Wojskowym w Dachau skazany został na 3 lata pozbawienia wolności za maltretowanie więźniów.